# Солтоноев, Белек
Белек Солтоноев (23 февраля 1878, Тегирменти, Семиреченская область — 1938, Киргизская ССР) — киргизский поэт-акын, историк, собиратель фольклора и просветитель.

## Биография
Родился 23 февраля 1878 в селе Тегирменти (ныне — Кеминский район Чуйской области) в бедной семье.
Окончил начальную русско-туземную школу в Караколе, затем сельскохозяйственное училище в Пишпеке. В 1916 году, будучи к тому моменту избранным волостным управляющим Атакинской волости, принял участие в восстании против царских властей, связанном с принудительной отправкой жителей Средней Азии на фронт Первой мировой войны в качестве строителей окопных сооружений, после поражения восстания бежал в Китай. После установления на территории Киргизии советской власти возвратился в родные места и поступил на службу в 217-й пограничный полк; служил переводчиком, лично участвовал в боях с басмачами.
В 1922 году поступил на работу в Общеобразовательный комитет, в составе которого на протяжении двух лет занимался ликбезом среди киргизов. В 1924 году вновь отправился в Китай, где занимался на территории Кульджи организацией отправки в СССР беженцев-киргизов. В 1930 году получил должность научного сотрудника в Киргизском научно-исследовательском институте краеведения, где занимался, в частности, составлением терминологического словаря киргизского языка.
В 1936 году был уволен с работы и арестован. Расстрелян в 1937 или 1938 году, точные дата и место смерти неизвестны. В 1955 году был посмертно реабилитирован.

## Творчество
Главное его произведение — историко-культурологический труд «Из истории красных киргизов» («Кызыл кыргыз тарыхы»), над созданием которого учёный работал почти 40 лет (с 1895 по 1934 год). Перу Солтоноева принадлежат также несколько тысяч стихотворений, представляющих собой в большинстве своём воспевание родной земли и ценность знаний или посвящения известным поэтам Киргизии и мира.

## Комментарии
1. ↑  В источниках указывается местом рождения также аил Экинчи Жантай Чон-Кеминского уезда[2].